# Branós e las Talhadas
Branós e las Talhadas (en francès Branoux-les-Taillades) és un municipi francès situat al departament del Gard i a la regió d'Occitània.